# 다카라즈카 가극단 41기생
다카라즈카 가극단 41기생은 1954년에 다카라즈카 가극단에 입단하여, 『하나노 오도리<다카라즈카이야기>』로 초무대를 밟은 51명을 가리킨다.

## 개요
이 기수에는 전 츠키구미 톱스타 우치노에 노보루, 탤런트 겸 정치가 오우기 치카게, 재단 중 공연 당시 사고사한 카츠키 히로미, 2대 타키가와 스에코, 전 하나구미 톱 여역 모리나 미하루(74기)의 엄마인 무사시노 히로미, 전 츠키구미 조장 이즈모 아야(69기)의 엄마인 시라기쿠 야치요, 배우 겸 성우 오야마다 무네노리의 아내인 히나츠 유리가 입단하였다.
1990년, 리죠 마리코의 퇴단으로 41기 전원 퇴단하였다.

## 일람
| 예명                  | 생일      | 출신지                  | 출신 학교                 | 예명의 유래 | 애칭               | 역할 | 퇴단년도 | 비고                                                      |
| --------------------- | --------- | ----------------------- | ------------------------- | --- | ------------------ | ---- | -------- | --------------------------------------------------------- |
| 秋津香織              | 2월 14일  | 오사카부                | 미시마노고등학교          | 카무라 키쿠오가 명명                                                                                            | 쿳샤카             |      | 1957년   |                                                           |
| 아키츠 카오리         | 2월 14일  | 오사카부                | 미시마노고등학교          | 카무라 키쿠오가 명명                                                                                            | 쿳샤카             |      | 1957년   |                                                           |
| 朝宮千草              | 8월 7일   | 도쿄도                  | 묘죠가쿠엔                | 오오키 아츠오가 명명                                                                                            | 치-짱              |      | 1960년   |                                                           |
| 아사미야 치구사       | 8월 7일   | 도쿄도                  | 묘죠가쿠엔                | 오오키 아츠오가 명명                                                                                            | 치-짱              |      | 1960년   |                                                           |
| 飛鳥井かほり          | 8월 13일  | 교토부                  | 사가노고등학교            | | 샹샹               |      | 1959년   |                                                           |
| 아스카이 카오리       | 8월 13일  | 교토부                  | 사가노고등학교            | | 샹샹               |      | 1959년   |                                                           |
| 天神潤子              | 8월 1일   | 오사카부 오사카시       | 시텐노지가쿠엔            | 아빠가 명명 | 톤상               |      | 1956년   |                                                           |
| 아마가미 준코         | 8월 1일   | 오사카부 오사카시       | 시텐노지가쿠엔            | 아빠가 명명 | 톤상               |      | 1956년   |                                                           |
| 天津川龍子            | 3월 3일   | 기후현 토키시           | 토키고등학교              | 엄마가 명명 | 이세짱             |      | 1959년   |                                                           |
| 아마츠가와 류코       | 3월 3일   | 기후현 토키시           | 토키고등학교              | 엄마가 명명 | 이세짱             |      | 1959년   |                                                           |
| 鮎川三知代            | 1월 2일   | 기후현                  | 메이쿄중학교              | 나가라강의 은어에서 연관                                                                                        | 미미짱             |      | 1967년   | 언니 아유카와 미츠루 (쌍둥이) 동생 유즈키 카츠라 (49)     |
| 아유카와 미치요       | 1월 2일   | 기후현                  | 메이쿄중학교              | 나가라강의 은어에서 연관                                                                                        | 미미짱             |      | 1967년   | 언니 아유카와 미츠루 (쌍둥이) 동생 유즈키 카츠라 (49)     |
| 鮎川三鶴              | 1월 2일   | 기후현                  | 메이쿄중학교              | 나가라강의 은어에서 연관                                                                                        | 쿠-짱              |      | 1968년   | 동생 아유카와 미치요 (쌍둥이) 동생 유즈키 카츠라 (49)     |
| 아유카와 미츠루       | 1월 2일   | 기후현                  | 메이쿄중학교              | 나가라강의 은어에서 연관                                                                                        | 쿠-짱              |      | 1968년   | 동생 아유카와 미치요 (쌍둥이) 동생 유즈키 카츠라 (49)     |
| 生島千代              | 6월 9일   | 효고현 아이오이시       | 아이오이고등학교          | 播州赤穂의 좋아하는 섬이름에서 연관                                                                             | 타구칭             |      | 1957년   |                                                           |
| 이쿠시마 치요         | 6월 9일   | 효고현 아이오이시       | 아이오이고등학교          | 播州赤穂의 좋아하는 섬이름에서 연관                                                                             | 타구칭             |      | 1957년   |                                                           |
| 池乃みぎわ            | 1월 9일   | 도쿄도                  | 릿쿄죠가쿠인              | 요곡 「츠루카메」                                                                                               | 에치코             |      | 1954년   |                                                           |
| 이케노 미기와         | 1월 9일   | 도쿄도                  | 릿쿄죠가쿠인              | 요곡 「츠루카메」                                                                                               | 에치코             |      | 1954년   |                                                           |
| 磯みさき              | 2월 1일   | 효고현 고베시           | 신와가쿠엔                | 출신지에서 연관                                                                                                 | 스-짱              |      | 1960년   |                                                           |
| 이소 미사키           | 2월 1일   | 효고현 고베시           | 신와가쿠엔                | 출신지에서 연관                                                                                                 | 스-짱              |      | 1960년   |                                                           |
| 内重のぼる            | 6월 30일  | 효고현 니시노미야시     | 무코가와가쿠엔            | 만요슈 | 삿짱               | 남역 | 1967년   |                                                           |
| 우치노에 노보루       | 6월 30일  | 효고현 니시노미야시     | 무코가와가쿠엔            | 만요슈 | 삿짱               | 남역 | 1967년   |                                                           |
| 浦路洋子              | 1월 28일  | 와카야마현 와카야마시   | 세이린고등학교            | |                    |      | 1956년   |                                                           |
| 우라지 요우코         | 1월 28일  | 와카야마현 와카야마시   | 세이린고등학교            | |                    |      | 1956년   |                                                           |
| 江里嫩                | 5월 25일  | 도쿄도                  | 후타바가쿠엔              | 출신학교에서 선생님이 명명                                                                                      | 로코               |      | 1963년   |                                                           |
| 에리 후타바           | 5월 25일  | 도쿄도                  | 후타바가쿠엔              | 출신학교에서 선생님이 명명                                                                                      | 로코               |      | 1963년   |                                                           |
| 扇千景                | 5월 10일  | 효고현 고베시           | 고베고등학교              | 扇港에 연관 | 칸코               | 여역 | 1957년   |                                                           |
| 오우기 치카게         | 5월 10일  | 효고현 고베시           | 고베고등학교              | 扇港에 연관 | 칸코               | 여역 | 1957년   |                                                           |
| 大河内孝子            | 7월 2일   | 교토부                  | 교토여학교                | | 타-짱              |      | 1958년   |                                                           |
| 오오코우치 타카코     | 7월 2일   | 교토부                  | 교토여학교                | | 타-짱              |      | 1958년   |                                                           |
| 大空美鳥              | 7월 4일   | 효고현 니시노미야시     | 소노다가쿠엔              | 「창공을 나는 새처럼 아름답게 춤출 수 있게」 아빠가 고안                                                        | 시게코             |      | 1976년   |                                                           |
| 오오조라 미도리       | 7월 4일   | 효고현 니시노미야시     | 소노다가쿠엔              | 「창공을 나는 새처럼 아름답게 춤출 수 있게」 아빠가 고안                                                        | 시게코             |      | 1976년   |                                                           |
| 香月弘美              | 8월 21일  | 카나가와현 후지사와시   | 쇼난시라유리가쿠엔        | 「명월처럼 향기롭게 기예의 미를 널리 알리고 무대에 빛나게 하고싶다는 희망을 가져라」라고 존경하는 선생님이 명명 | 히로에짱           | 여역 | 1958년   | 공연 중에 사망                                            |
| 카츠키 히로미         | 8월 21일  | 카나가와현 후지사와시   | 쇼난시라유리가쿠엔        | 「명월처럼 향기롭게 기예의 미를 널리 알리고 무대에 빛나게 하고싶다는 희망을 가져라」라고 존경하는 선생님이 명명 | 히로에짱           | 여역 | 1958년   | 공연 중에 사망                                            |
| 桂梨絵子              | 11월 24일 | 교토부                  | 오오키고등학교            | | 카츠라짱           |      | 1960년   |                                                           |
| 카츠라 리에코         | 11월 24일 | 교토부                  | 오오키고등학교            | | 카츠라짱           |      | 1960년   |                                                           |
| 錦城千世子            | 12월 8일  | 효고현 아카시시         | 아카시고등학교            | 아카시에 연관                                                                                                   | 카-코              |      | 1960년   |                                                           |
| 킨죠 치세코           | 12월 8일  | 효고현 아카시시         | 아카시고등학교            | 아카시에 연관                                                                                                   | 카-코              |      | 1960년   |                                                           |
| 紅うばら              | 3월 8일   | 도쿄도                  | 일본여자대학부속 고등학교 | | 타츠코             |      | 1956년   |                                                           |
| 쿠레나이 우바라       | 3월 8일   | 도쿄도                  | 일본여자대학부속 고등학교 | | 타츠코             |      | 1956년   |                                                           |
| 小城しのぶ            | 11월 21일 | 교토부 교토시           | 교토죠시가쿠엔            | 시마자키 도손의 시집                                                                                            | 오후데             |      | 1965년   |                                                           |
| 코시로 시노부         | 11월 21일 | 교토부 교토시           | 교토죠시가쿠엔            | 시마자키 도손의 시집                                                                                            | 오후데             |      | 1965년   |                                                           |
| 近衛真理              | 4월 6일   | 효고현                  | 타카쇼중학교              | 존경하는 선생님이 명명                                                                                          | 마리짱             | 남역 | 1969년   | 동생 코노에 안 (49)                                       |
| 코노에 마리           | 4월 6일   | 효고현                  | 타카쇼중학교              | 존경하는 선생님이 명명                                                                                          | 마리짱             | 남역 | 1969년   | 동생 코노에 안 (49)                                       |
| 桜京子                | 10월 13일 | 오사카부                | 쇼인죠가쿠인              | 본명 |                    |      | 1961년   | 개명 후, 하나야마 쿄코 (花山京子)                         |
| 사쿠라 쿄코           | 10월 13일 | 오사카부                | 쇼인죠가쿠인              | 본명 |                    |      | 1961년   | 개명 후, 하나야마 쿄코 (花山京子)                         |
| 篠宮朝美              | 12월 3일  | 도쿄도                  | 후지미고등여학교          | | 요시에상           |      | 1964년   | 개명 후, 시노하라 아사미 (篠原朝美) 동생 타카 마리코 (48) |
| 시노미야 아사미       | 12월 3일  | 도쿄도                  | 후지미고등여학교          | | 요시에상           |      | 1964년   | 개명 후, 시노하라 아사미 (篠原朝美) 동생 타카 마리코 (48) |
| 島浦真帆              | 9월 18일  | 효고현 고베시           | 유메노다이고등학교        | 시라이 테츠조가 명명                                                                                            |                    |      | 1958년   |                                                           |
| 시마우라 마호         | 9월 18일  | 효고현 고베시           | 유메노다이고등학교        | 시라이 테츠조가 명명                                                                                            |                    |      | 1958년   |                                                           |
| 白菊八千代            | 12월 27일 | 오사카부 오사카시       | 오사카시립 히가시고등학교 | 가장 좋아하는 꽃 이름                                                                                           | 키쿠짱, 쿠라못짱   |      | 1959년   | 딸 이즈모 아야 (69)                                       |
| 시라기쿠 야치요       | 12월 27일 | 오사카부 오사카시       | 오사카시립 히가시고등학교 | 가장 좋아하는 꽃 이름                                                                                           | 키쿠짱, 쿠라못짱   |      | 1959년   | 딸 이즈모 아야 (69)                                       |
| 白帆真弓              | 7월 21일  | 교토부                  | 교토죠시가쿠엔            | | 삿코               |      | 1966년   |                                                           |
| 시라호 마유미         | 7월 21일  | 교토부                  | 교토죠시가쿠엔            | | 삿코               |      | 1966년   |                                                           |
| 高美八千代            | 2월 5일   | 효고현 아마가사키시     | 고베죠가쿠인              | | 토시코             |      | 1955년   |                                                           |
| 타카미 야치요         | 2월 5일   | 효고현 아마가사키시     | 고베죠가쿠인              | | 토시코             |      | 1955년   |                                                           |
| 滝川末子              | 6월 26일  | 효고현                  | 소노다가쿠엔              | 백인일수에서 엄마의 예명을 계승함                                                                               | 셋짱, 세츠코       |      | 1969년   | 엄마 초대 타키가와 스에코 (2)                             |
| 타키가와 스에코 (2대) | 6월 26일  | 효고현                  | 소노다가쿠엔              | 백인일수에서 엄마의 예명을 계승함                                                                               | 셋짱, 세츠코       |      | 1969년   | 엄마 초대 타키가와 스에코 (2)                             |
| 谷慶子                | 8월 7일   | 오사카부 오사카시       | 바이카가쿠엔              | 본명과 오빠가 좋아하는 이름을 합침                                                                              | 하세               |      | 1956년   |                                                           |
| 타니 케이코           | 8월 7일   | 오사카부 오사카시       | 바이카가쿠엔              | 본명과 오빠가 좋아하는 이름을 합침                                                                              | 하세               |      | 1956년   |                                                           |
| 玉井晃代              | 7월 29일  | 오카야마현 오카야마시   | 소우잔고등학교            | 조상신의 타마이궁에 연관                                                                                        | 켄짱               |      | 1963년   |                                                           |
| 타마이 아키요         | 7월 29일  | 오카야마현 오카야마시   | 소우잔고등학교            | 조상신의 타마이궁에 연관                                                                                        | 켄짱               |      | 1963년   |                                                           |
| 多摩川濤子            | 5월 28일  | 도쿄도                  | 쇼오인고등학교            | 長唄・多摩川 | 우-쨩, 히로보-     |      | 1965년   | 동생 타마가와 토키코 (43)                                 |
| 타마가와 나미코       | 5월 28일  | 도쿄도                  | 쇼오인고등학교            | 長唄・多摩川 | 우-쨩, 히로보-     |      | 1965년   | 동생 타마가와 토키코 (43)                                 |
| 環三千世              | 8월 16일  | 효고현 고베시 스마구    | 나리야스고등학교          | | 밋짱               |      | 1958년   | 배우                                                      |
| 타마키 미치요         | 8월 16일  | 효고현 고베시 스마구    | 나리야스고등학교          | | 밋짱               |      | 1958년   | 배우                                                      |
| 千舟朝子              | 5월 21일  | 효고현 고베시           | 고베고등학교              | | 카즈짱             |      | 1964년   |                                                           |
| 치후네 아사코         | 5월 21일  | 효고현 고베시           | 고베고등학교              | | 카즈짱             |      | 1964년   |                                                           |
| 野城ゆかり            | 1월 9일   | 도쿄도                  | 릿쿄죠가쿠인              | | 킷코, 쿠와         |      | 1957년   |                                                           |
| 노시로 유카리         | 1월 9일   | 도쿄도                  | 릿쿄죠가쿠인              | | 킷코, 쿠와         |      | 1957년   |                                                           |
| 花吹美東里            | 9월 17일  | 도쿄도                  | 시라유리가쿠엔            | 나카하라 준이치에게 받음                                                                                        |                    |      | 1958년   | 동생 아즈마 이사미 (45)                                   |
| 하나부키 미도리       | 9월 17일  | 도쿄도                  | 시라유리가쿠엔            | 나카하라 준이치에게 받음                                                                                        |                    |      | 1958년   | 동생 아즈마 이사미 (45)                                   |
| 春乃紀美子            | 8월 30일  | 오사카부 오사카시       | 쇼오인고등학교            | | 하시못짱           |      | 1961년   |                                                           |
| 하루노 키미코         | 8월 30일  | 오사카부 오사카시       | 쇼오인고등학교            | | 하시못짱           |      | 1961년   |                                                           |
| 日夏有里              | 7월 21일  | 효고현                  | 도시샤여자중학교          | 아빠가 명명 | 밋짱               |      | 1969년   | 개명 후, 히나츠 유리 (日夏悠里) 남편 오야마다 무네노리    |
| 히나츠 유리           | 7월 21일  | 효고현                  | 도시샤여자중학교          | 아빠가 명명 | 밋짱               |      | 1969년   | 개명 후, 히나츠 유리 (日夏悠里) 남편 오야마다 무네노리    |
| 藤つくば              | 7월 23일  | 도쿄도                  | 코마바고등학교            | 일본무용교사가 명명                                                                                             | 카즈에짱           |      | 1958년   | 딸 오오키 히로토 (68)                                     |
| 후지 츠쿠바           | 7월 23일  | 도쿄도                  | 코마바고등학교            | 일본무용교사가 명명                                                                                             | 카즈에짱           |      | 1958년   | 딸 오오키 히로토 (68)                                     |
| 星月みちる            | 10월 22일 | 효고현 고베시           | 쇼인죠시가쿠인            | | 즌상               |      | 1960년   |                                                           |
| 호시즈키 미치루       | 10월 22일 | 효고현 고베시           | 쇼인죠시가쿠인            | | 즌상               |      | 1960년   |                                                           |
| 帆高千濤              | 5월 3일   | 효고현 고베시           | 코시엔가쿠인              | 돛 높이 들고 출범하다 라는 뜻으로 가족이 명명함                                                                 | 요우통             |      | 1961년   |                                                           |
| 호다카 치나미         | 5월 3일   | 효고현 고베시           | 코시엔가쿠인              | 돛 높이 들고 출범하다 라는 뜻으로 가족이 명명함                                                                 | 요우통             |      | 1961년   |                                                           |
| 穂摘佑子              | 9월 7일   | 오카야마현 오카야마시   | 텐노지고등학교            | | 하루짱             |      | 1960년   | 개명 후, 타카치호 유우코 (高千穂佑子)                     |
| 호츠미 유우코         | 9월 7일   | 오카야마현 오카야마시   | 텐노지고등학교            | | 하루짱             |      | 1960년   | 개명 후, 타카치호 유우코 (高千穂佑子)                     |
| 真木弥生              | 12월 10일 | 후쿠오카현              | 류유죠중학교              | 상급생이 명명                                                                                                   | 야요이, 오오가모짱 |      | 1961년   |                                                           |
| 마키 야요이           | 12월 10일 | 후쿠오카현              | 류유죠중학교              | 상급생이 명명                                                                                                   | 야요이, 오오가모짱 |      | 1961년   |                                                           |
| 万里洋子              | 5월 17일  | 중화인민공화국 상하이시 | 나루오고등학교            | 만리장성 | 요우짱             |      | 1957년   |                                                           |
| 마리 요우코           | 5월 17일  | 중화인민공화국 상하이시 | 나루오고등학교            | 만리장성 | 요우짱             |      | 1957년   |                                                           |
| 美園恵子              | 4월 7일   | 오사카부 오사카시       | 마츠야마사이비고등학교    | 우츠미 시게노리가 명명                                                                                          | 아이코짱           |      | 1962년   |                                                           |
| 미소노 케이코         | 4월 7일   | 오사카부 오사카시       | 마츠야마사이비고등학교    | 우츠미 시게노리가 명명                                                                                          | 아이코짱           |      | 1962년   |                                                           |
| 南あきら              | 3월 13일  | 오사카부 오사카시       | 테즈카야마가쿠인          | | 에미-              |      | 1958년   | 개명 후, 미나미 미치코 (南美千子)                         |
| 미나미 아키라         | 3월 13일  | 오사카부 오사카시       | 테즈카야마가쿠인          | | 에미-              |      | 1958년   | 개명 후, 미나미 미치코 (南美千子)                         |
| 武蔵野裕美            | 5월 4일   | 도쿄도                  | 카모메토모가쿠엔          | 도쿄의 지명에 연관                                                                                              | 얏코               |      | 1960년   | 딸 모리나 미하루 (74)                                     |
| 무사시노 히로미       | 5월 4일   | 도쿄도                  | 카모메토모가쿠엔          | 도쿄의 지명에 연관                                                                                              | 얏코               |      | 1960년   | 딸 모리나 미하루 (74)                                     |
| 八千帆茅奴美          | 10월 16일 | 효고현                  | 쇼인죠시가쿠인            | | 치누미             |      | 1969년   | 개명 후, 스기 시키코 (杉四季子)                           |
| 야치호 치누미         | 10월 16일 | 효고현                  | 쇼인죠시가쿠인            | | 치누미             |      | 1969년   | 개명 후, 스기 시키코 (杉四季子)                           |
| 雪路かよひ            | 11월 28일 | 카나가와현 카마쿠라시   | 아오야마가쿠인            | 치치부노미야비 세츠코전하가 명명                                                                                |                    |      | 1957년   |                                                           |
| 유키지 카요이         | 11월 28일 | 카나가와현 카마쿠라시   | 아오야마가쿠인            | 치치부노미야비 세츠코전하가 명명                                                                                |                    |      | 1957년   |                                                           |
| 吉谷光代              | 7월 16일  | 오카야마현              | 고베오오바시중학교        | 시라이 테츠조가 명명                                                                                            | 카즈코             |      | 1957년   | 언니 후츠미 에이코 (38)                                   |
| 요시타니 미츠요       | 7월 16일  | 오카야마현              | 고베오오바시중학교        | 시라이 테츠조가 명명                                                                                            | 카즈코             |      | 1957년   | 언니 후츠미 에이코 (38)                                   |
| 鯉城万里子            | 4월 8일   | 중화인민공화국 다롄시   | 고베세이토쿠가쿠엔        | 본적지・히로시마 성의 이름                                                                                      | 레이코짱           |      | 1990년   | 동생 미도리카와 스미코 (44)                               |
| 리죠 마리코           | 4월 8일   | 중화인민공화국 다롄시   | 고베세이토쿠가쿠엔        | 본적지・히로시마 성의 이름                                                                                      | 레이코짱           |      | 1990년   | 동생 미도리카와 스미코 (44)                               |